# Estadio Metalac
El Estadio Metalac es un estadio de fútbol ubicado en la ciudad de Gornji Milanovac, Serbia. El estadio posee una capacidad para 4600 espectadores y es propiedad del club FK Metalac Gornji Milanovac que juega en la Superliga de Serbia.
Metalac anunció en agosto de 2009 la construcción de un nuevo estadio, que tendría una capacidad de 4500 asientos y todas las condiciones para albergar partidos bajo los auspicios de la UEFA. Finalmente el 9 de septiembre de 2011 se inició la construcción del estadio cuyo costo estimado fue de aproximadamente 3 millones de dólares, la empresa Metalac contribuyó con el 85% del monto total y el club con el 15%.
El estadio concluyó su construcción a finales de agosto de 2012, el primer partido se disputó el primero de septiembre de 2012, cuando frente a unos 3000 espectadores el Metalac venció 3:1 Mladost Lučani en el marco de la cuarta ronda de la primera liga de Serbia. La inauguración oficial del estadio se realizó el 12 de septiembre de 2012 cuando el club local enfrentó a la Selección de Serbia B, partido que finalizó con un marcador final de 2:2.

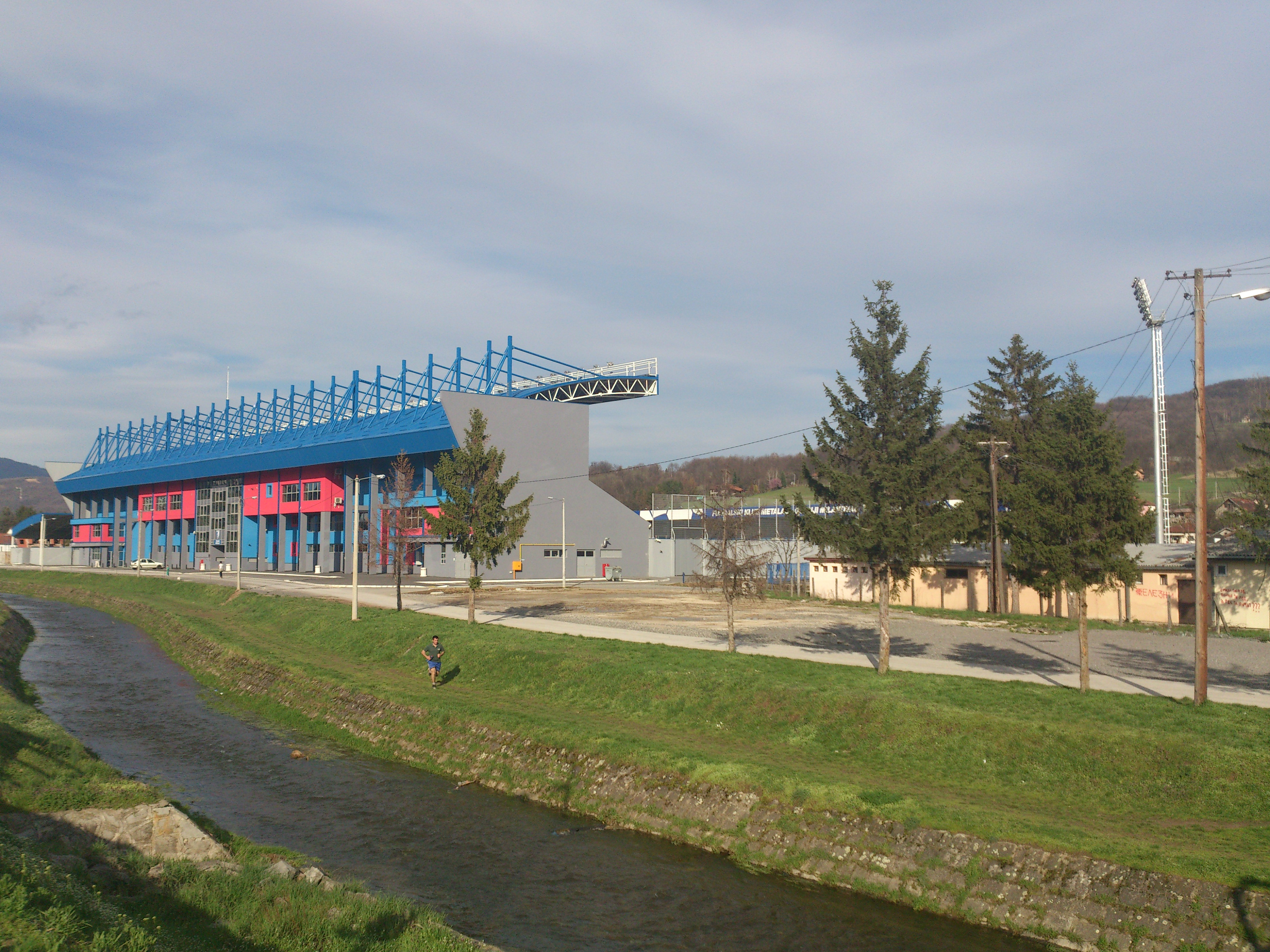
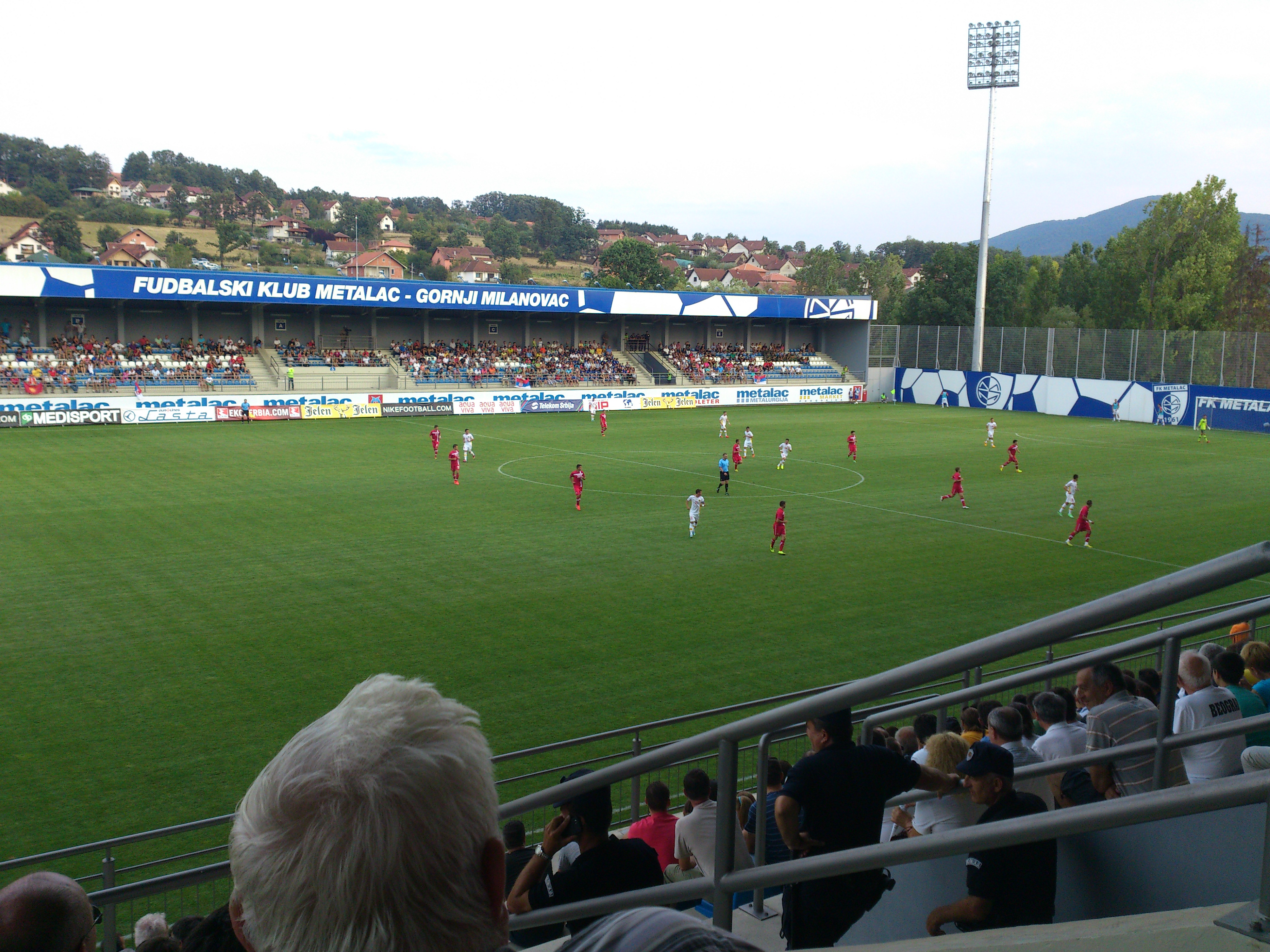